# Presbytis percura
- Esta obra contiene una traducción total derivada de «Presbytis percura» de Wikipedia en inglés, concretamente de esta versión, publicada por sus editores bajo la Licencia de documentación libre de GNU y la Licencia Creative Commons Atribución-CompartirIgual 4.0 Internacional.

El langur rayado de Sumatra oriental (Presbytis percura), también conocido como el surili rayado de Sumatra oriental, es una especie de mono de la familia Cercopithecidae. Anteriormente se le consideraba una subespecie del langur rayado de Raffles Presbytis femoralis, pero el análisis genético reveló que es una especie separada.